# Demirli
Demirli ist ein Dorf im Landkreis Babadağ der türkischen Provinz Denizli. Demirli liegt etwa 41 km westlich der Provinzhauptstadt Denizli und 8 km westlich von Babadağ. Demirli hatte laut der letzten Volkszählung 102 Einwohner (Stand Ende Dezember 2010).